# Stefi Geyer
Pour les articles homonymes, voir Geyer.

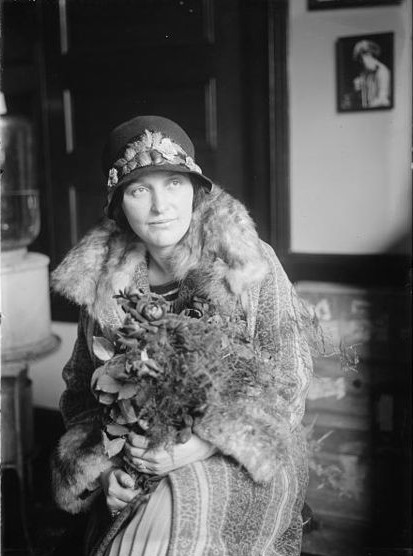
Stefi Geyer

Stefi Geyer, née à Budapest le 28 juin 1888 et morte à Zurich le 11 décembre 1956, est une violoniste hongroise.

## Biographie
Fille de Josef Geyer, violoniste amateur, Stefi Geyer a commencé le violon à trois ans et s'est rapidement distinguée par son jeu ; elle a étudié avec Jenő Hubay. Elle a, semble-t-il, été l'objet des sentiments amoureux de Béla Bartók, qui s'est inspiré d'elle pour son Concerto n° 1, Sz 36 op. posthume (1907-1908), de même que Othmar Schoeck, qui lui a également dédié un concerto. Willy Burkhard a aussi composé un concerto en son honneur.
Après un premier mariage, elle a épousé le compositeur suisse Walter Schulthess en 1920, et c'est ainsi qu'elle a poursuivi sa carrière dans ce pays, à Zurich, où elle a aussi enseigné jusqu'à sa mort.